# 60423 Chvojen
60423 Chvojen este o planetă minoră (asteroid) din centura de asteroizi. A fost descoperită pe 4 februarie 2000 la Observatorul Kleť de Miloš Tichý⁠(d). 
Obiectul prezintă o orbită caracterizată de o semiaxă mare de 1,9895780726093 UAi, o excentricitate de 0,06, o înclinație de 23,9 ° în raport cu ecliptica.